# Auchentoshan
Destylarnia Auchentoshan leży na północny zachód od Glasgow na przedmieściach Clydebank w hrabstwie Dumbartonshire w Szkocji. Założona w roku 1817 przez Johna Bullocha (licencje uzyskała w 1823 roku) początkowo nosiła nazwę Duntocher Distillery. Dopiero w roku 1970 po przejęciu zakładu przez nowego właściciela Eddiego Cairnsa zaczęła odnosić sukcesy rynkowe, jako pierwszy single malt z regionu Lowlands. W 1984 roku Auchentoshan zakupiła firma Stanley P. Morrison Co., później przekształcona w Morrison Bowmore Distillery. Auchentoshan jest pierwszym butelkowanym single maltem z regionu Lowlands.
Obecnie whisky tam produkowana jest poddawana potrójnej destylacji – jako jedyna stosująca tę metodę. Dzięki temu whisky staje się bardzo delikatna i pełna kwiatowych aromatów. Ponieważ klimat w Lowlands jest o wiele łagodniejszy niż w pozostałej części Szkocji, whisky tam produkowane potrzebują mniej czasu, aby w pełni dojrzeć. Na łagodny charakter whisky wpływa to, że Auchentoshan nie używa torfu do suszenia słodu.

## Butelkowanie
- Auchentoshan Classic
- Auchentoshan 12 yo
- Auchentoshan Three wood
- Auchentoshan 18 yo
- Auchentoshan 21 yo

Wydania specjalne wypuszczane są okazjonalnie, wliczając najstarszą – 50 letnią Auchentoshan z roku 1957 wypuszczoną zaś w 2008.

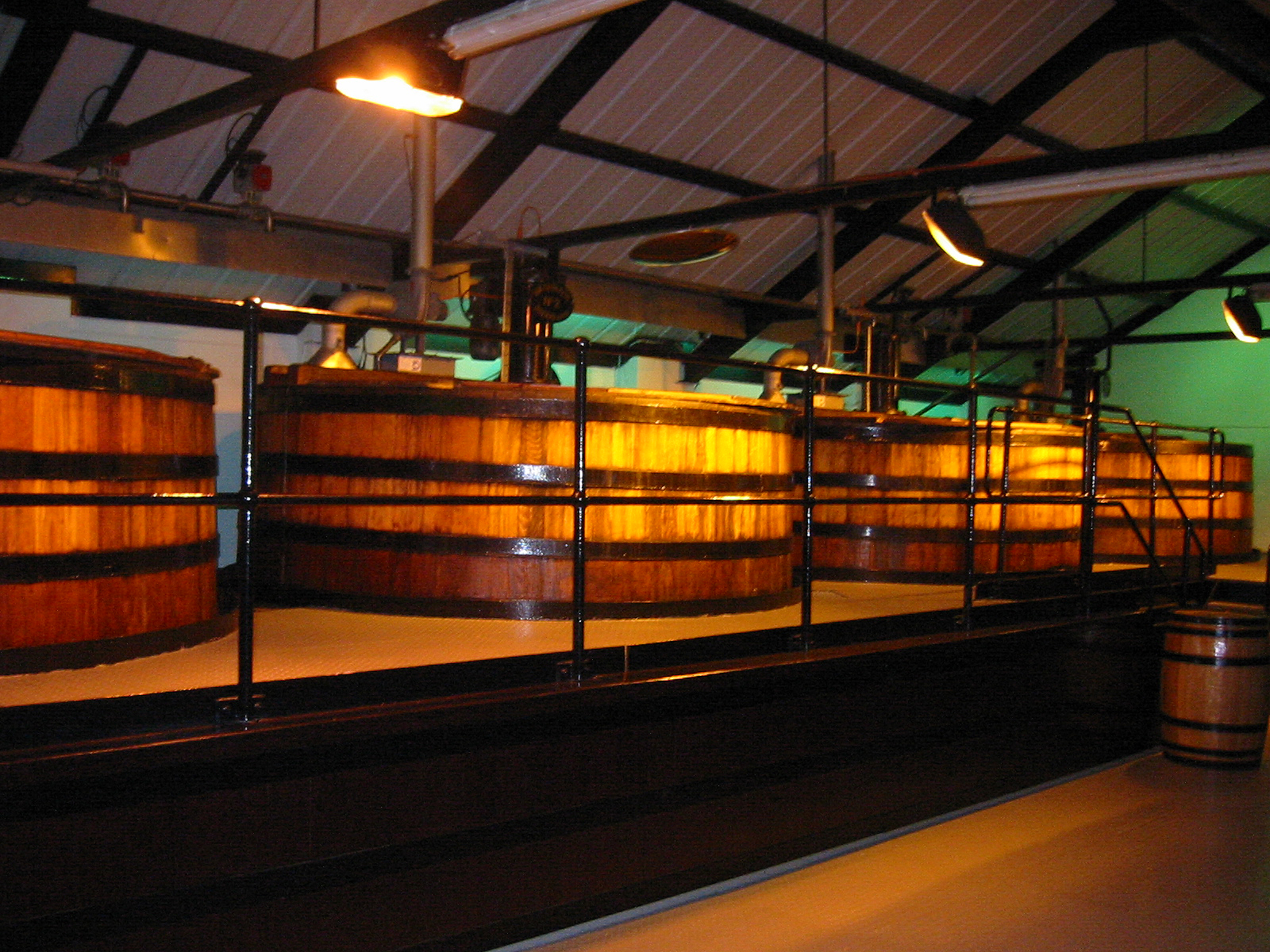
Wewnątrz zakładu.
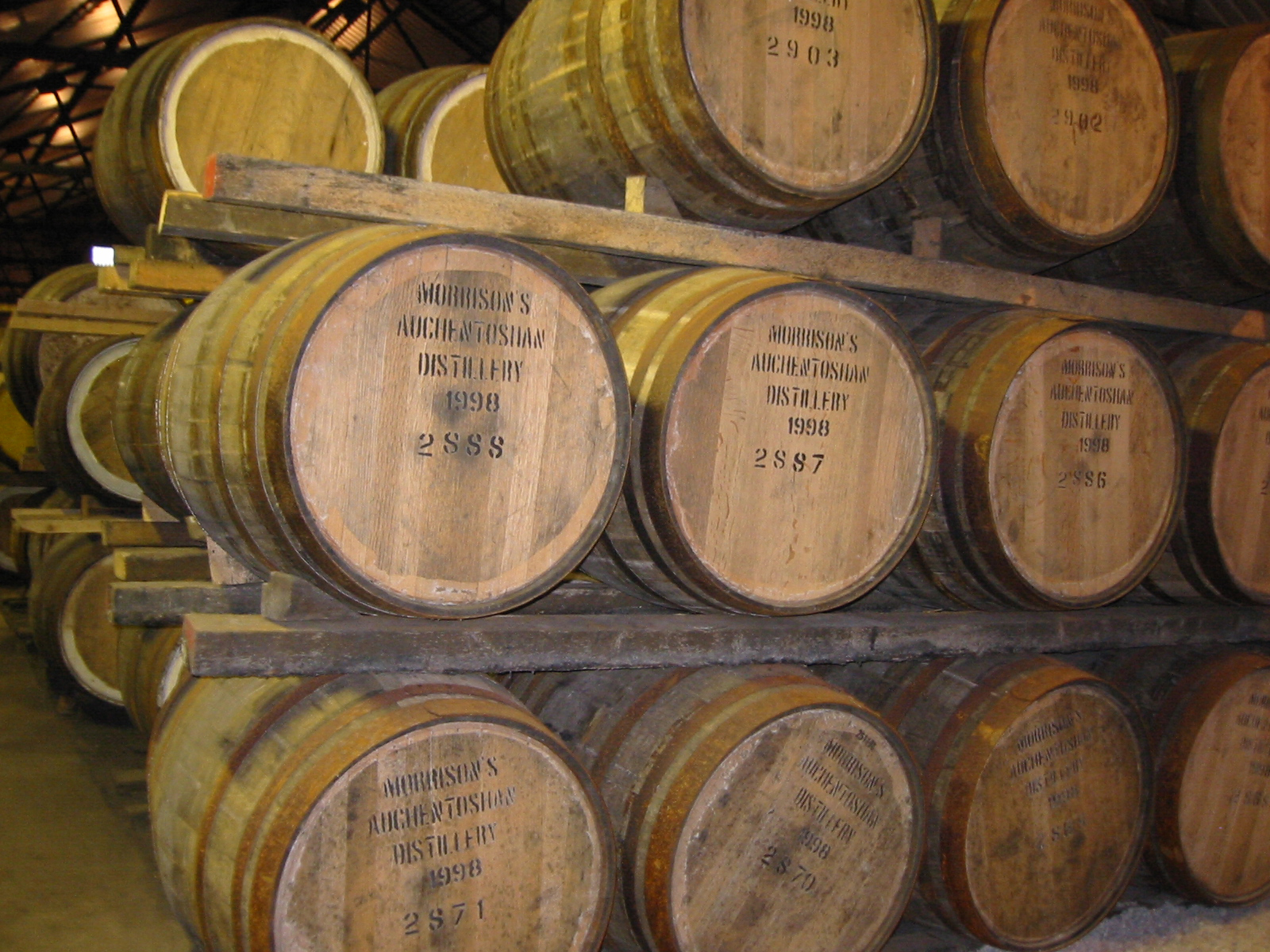
Beczki w gorzelni Auchentoshan.
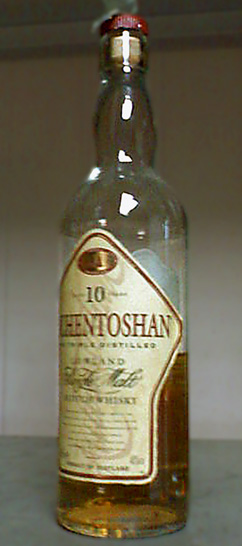
Butelka Auchetoshan w barze w Rzymie.